# Z (EP)
Z é o terceiro extended play (EP) da cantora e compositora estadunidense SZA. Foi lançado no dia 8 de abril de 2014, pela gravadora Top Dawg Entertainment. O trabalho foi marcado por ser o primeiro da cantora a conter selo de uma gravadora e, consequentemente, o primeiro a ser comercializado. Depois de lançar dois EPs de forma independente, See.SZA.Run e S, e também de conhecer membros da Top Dawg Entertainment, ela assinou um contrato para lançamento com a gravadora de hip-hop. A gravação do EP ocorreu em Carson, Califórnia durante o verão de 2013, com a ajuda de seu colega de gravadora Isaiah Rashad, entre outros.
Um álbum PBR&B e neo soul, Z tem um estilo musical diverso que incorpora gêneros urbanos contemporâneos, como soul, hip hop e R&B minimalistas, bem como elementos de synthpop dos anos 80. A sua produção é caracterizada por "camadas fatiadas, atrasadas e invertidas, que são sintéticas e fluídas". Suas letras exploram as complexidades de relacionamentos românticos, sexualidade, nostalgia e abandono. O álbum foi escrito pela própria SZA, com a produção manuseada por Mac Miller, Emile Haynie e outros.
Após a publicação, Z recebeu opiniões positivas em geral dos críticos musicais, que elogiaram sua produção e estilo musical. Os críticos também elogiaram o conteúdo lírico do EP e os vocais da SZA, além de compara-lo com o trabalho da cantora e compositora Lorde. Z estreou na Billboard 200, parada de álbuns dos Estados Unidos, em número trinta e nove, vendendo 6.980 cópias na sua semana de lançamento. O EP também atingiu o nono lugar no ranking da US Top Hip-Hop/R&B Albums.

## Faixas
| N.º            | Título                                 | Compositor(es)                  | Produtor(es)        | Duração |  |
| 1.             | "Ur"                                   | Solána Rowe, Herbert Stevens IV | Larry Fisherman     | 3:55    |  |
| 2.             | "Child's Play" (com Chance the Rapper) | Rowe, Chancellor Bennett        | XXYYXX, DAE ONE     | 3:36    |  |
| 3.             | "Julia"                                | Rowe                            | Felix Snow          | 3:39    |  |
| 4.             | "Warm Winds" (com Isaiah Rashad)       | Rowe                            | Fisherman, Antydote | 5:50    |  |
| 5.             | "HiiiJack"                             | Rowe                            | Toro y Moi          | 3:42    |  |
| 6.             | "Green Mile"                           | Rowe                            | Emile Haynie        | 3:34    |  |
| 7.             | "Babylon" (com Kendrick Lamar)         | Rowe, Kendrick Duckworth        | DJ Dahi             | 3:54    |  |
| 8.             | "Sweet November"                       | Rowe                            | Marvin Gaye         | 4:03    |  |
| 9.             | "Shattered Ring"                       | Rowe                            | Haynie              | 4:05    |  |
| 10.            | "Omega"                                | Rowe                            | Haynie              | 4:23    |  |
| Duração total: | Duração total:                         | Duração total:                  | Duração total:      | 40:41   |  |

Créditos de demonstração
- "Childs Play" possui instrumental de "About You", produzida e interpretada por XXYYXX.
- "Warm Winds" contém a frase "Dear God, make me a bird, I can fly far, far, far away", contida no filme Forrest Gump (1994).
- "Sweet November" possui instrumental de "Mandota", produzida e interpretada por Marvin Gaye.

## Lançamento
| Local          | Data               | Formato          | Gravadora              |
| -------------- | ------------------ | ---------------- | ---------------------- |
| Estados Unidos | 8 de abril de 2014 | Download digital | Top Dawg Entertainment |

## Charts
| Tabela musical (2014)                         | Melhor posição |
| --------------------------------------------- | -------------- |
| Reino Unido UK Albums (OCC)                   | 197            |
| Reino Unido (UK Independent Albums Chart)     | 40             |
| Reino Unido (UK R&B Albums Chart)             | 32             |
| Estados Unidos (Billboard 200)                | 39             |
| Estados Unidos (Billboard Independent Albums) | 7              |
| Estados Unidos (Top R&B/Hip Hop Albums)       | 9              |